# Museo della Civiltà Romana

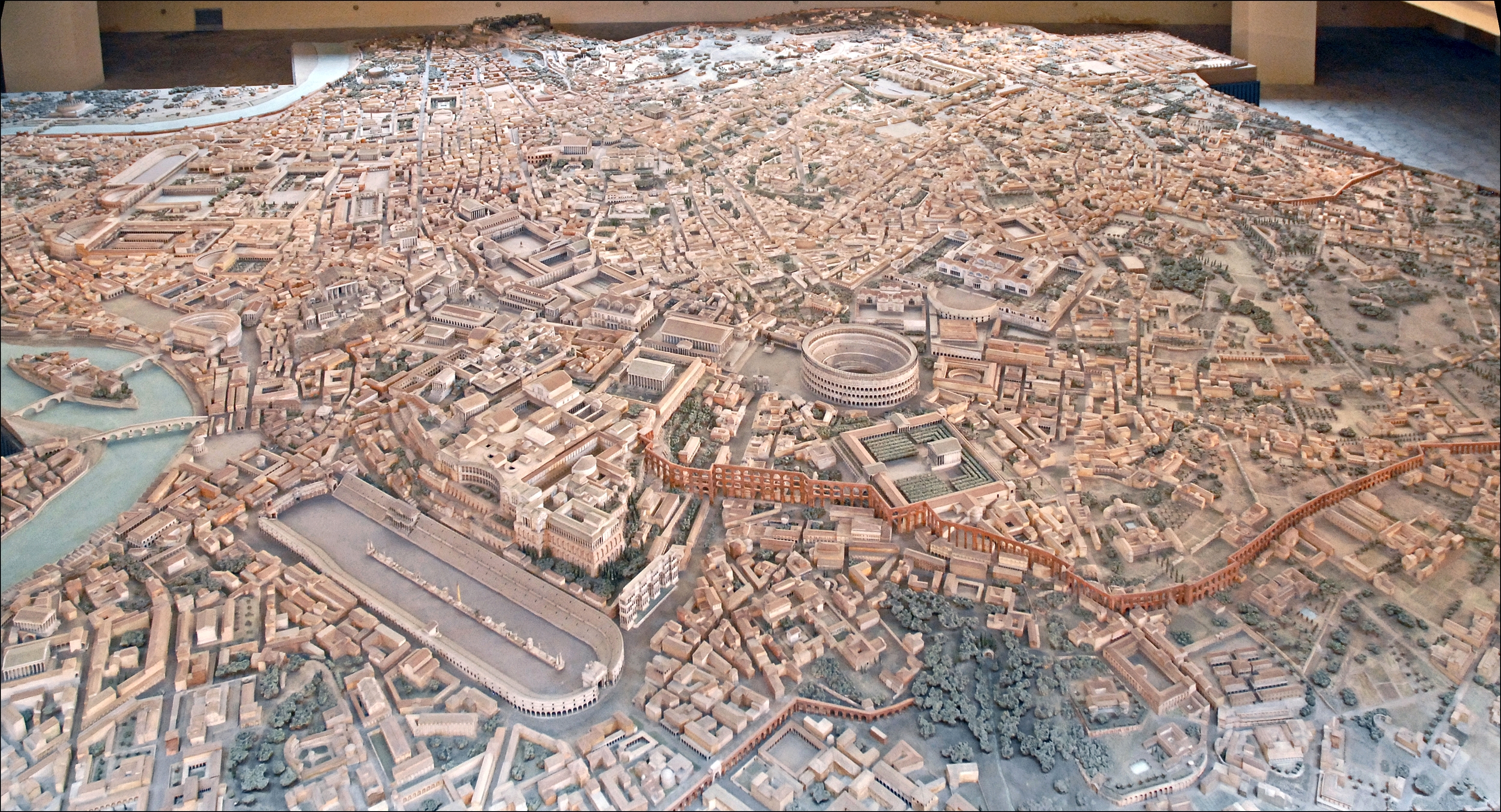
Maquette van Rome, tentoongesteld in het museum

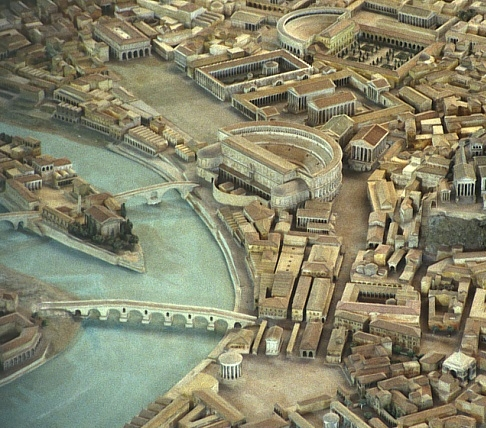
Detail van de maquette

Het Museo della Civiltà Romana (Museum van de Romeinse Beschaving), gelegen in de wijk EUR te Rome, toont een overzicht van de beschaving van het Romeinse Rijk en in het bijzonder die van de stad Rome in de Oudheid.

## Oorsprong
De oorsprong van het Museo della Civiltà Romana is gelegen in de tentoonstelling van modellen van Romeinse gebouwen, die in 1911 in de Thermen van Diocletianus werd georganiseerd ter gelegenheid van het 50-jarig bestaan van de Italiaanse Staat. De initiator van deze tentoonstelling was de beroemde Italiaanse archeoloog Rodolfo Lanciani (1845-1929). In de fascistische periode, waarin de grandeur van het Romeinse Rijk breed werd uitgemeten, kreeg de collectie met modellen tot twee keer toe een nieuwe locatie toegewezen, met als bekendste locatie het Palazzo delle Esposizioni aan de Via Nazionale, waar in 1937 een tentoonstelling werd gehouden ter gelegenheid van de viering van het 2000e geboortejaar van keizer Augustus. 
Na deze laatste tentoonstelling werd besloten de collectie met modellen een definitieve plaats te geven op het terrein waar Mussolini de grote Wereldtentoonstelling van 1942 wilde houden: de Esposizione Universale di Roma (EUR). Het gebouw voor het Museo della Civiltà Romana bleef onafgebouwd als gevolg van de oorlogsomstandigheden, en ook de Wereldtentoonstelling zelf ging niet door. Na de oorlog werd alsnog besloten het museum af te bouwen: in 1952 opende het gedeeltelijk, en in 1955 definitief de poorten. 
Het museum ging in januari 2014 dicht voor verbouwingswerken; momenteel (augustus 2024) is de heropening nog steeds niet in het vooruitzicht.

## Collectie
De collectie van het museum bestaat voornamelijk uit afgietsels en gipsmodellen van beroemde monumenten, zoals van de Zuil van Trajanus. Het hoogtepunt van de collectie wordt gevormd door "Il Plastico", een model van Rome dat de stad weergeeft aan het begin van de 4e eeuw n.Chr. De maquette, op een schaal van 1:250, is gemaakt door de Italiaanse archeoloog Italo Gismondi. Hij werkte er van 1935 tot 1971 aan. Een 2e en kleinere maquette van Gismondi geeft Rome in de Republikeinse tijd weer.
De collectie van het museum is opgedeeld in drie secties met elk een grote hoeveelheid aan zalen:

### Historische sectie
Zaal V-VI: Romeinse legendes en primitieve culturen - Het ontstaan van Rome
Zaal VII: De verovering van de Middellandse Zee
Zaal VIII: Caesar
Zaal IX: Augustus
Zaal X: De familie van Augustus en de keizers van de Julisch-Claudische dynastie
Zaal XI: De Flavische dynastie
Zaal XII: Trajanus en Hadrianus
Zaal XIII: De keizers van Antoninus Pius tot de Severische dynastie
Zaal XIV: De keizers van Macrinus tot Justiniaanse dynastie
Zaal XV: Het Christendom
Zaal XVI: Het leger
Zaal XVIII: Model van archaïsche Rome

### Thematische sectie
Zaal XXXVI: School
Zaal XXXIX: Leefruimten
Zaal XLVI: Rechten
Zaal XLVII: Bibliotheken
Zaal XLVIII: Muziek
Zaal XLIX: Literatuur en wetenschap
Zaal L: Medicijnen en drugs
Zaal LI: Zuil van Trajanus
Zaal LII: Industrie en ambacht
Zaal LIII: Landbouw, schapendrijven en landbeheer
Zaal LIV: Jagen, vissen en voedsel
Zaal LV: Commercie en economische leven
Zaal LVI: Kunst van rome

### Maquette
Zaal XXXVII-XXXVIII: Model van het keizerlijke Rome (uit de tijd van Constantijn de Grote)

## Afbeeldingen

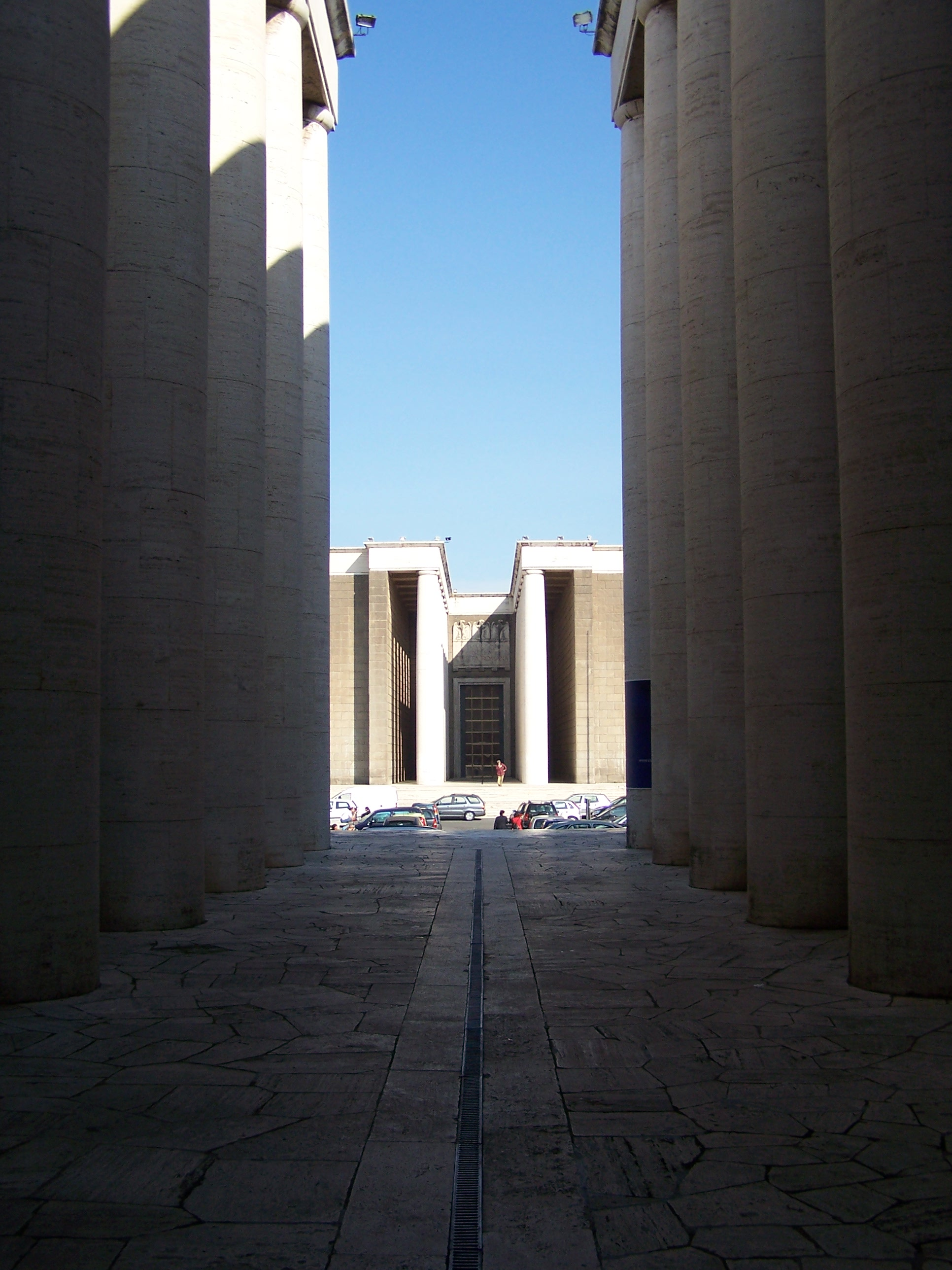
Museo della Civiltà Romana
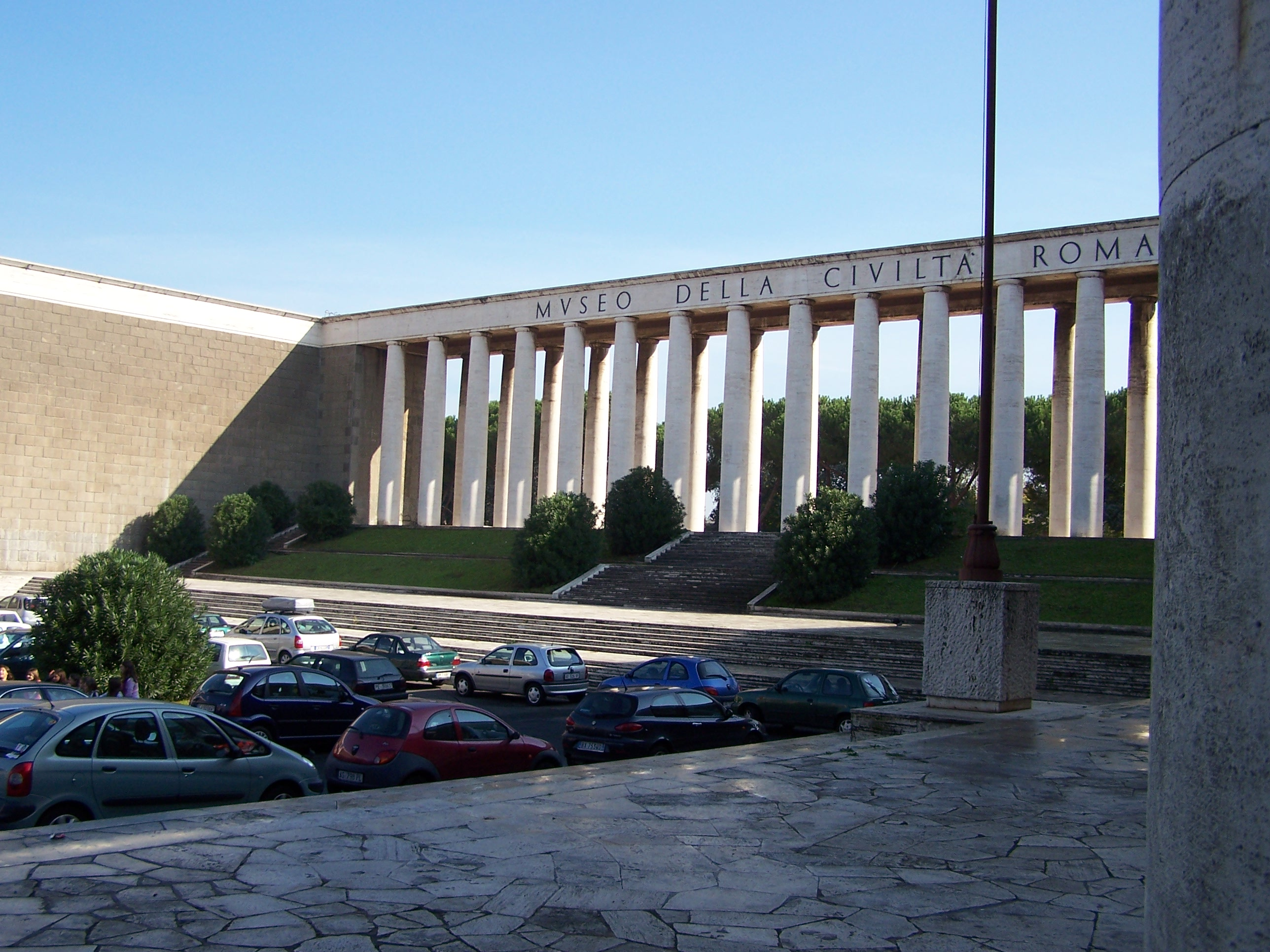
Museo della Civiltà Romana
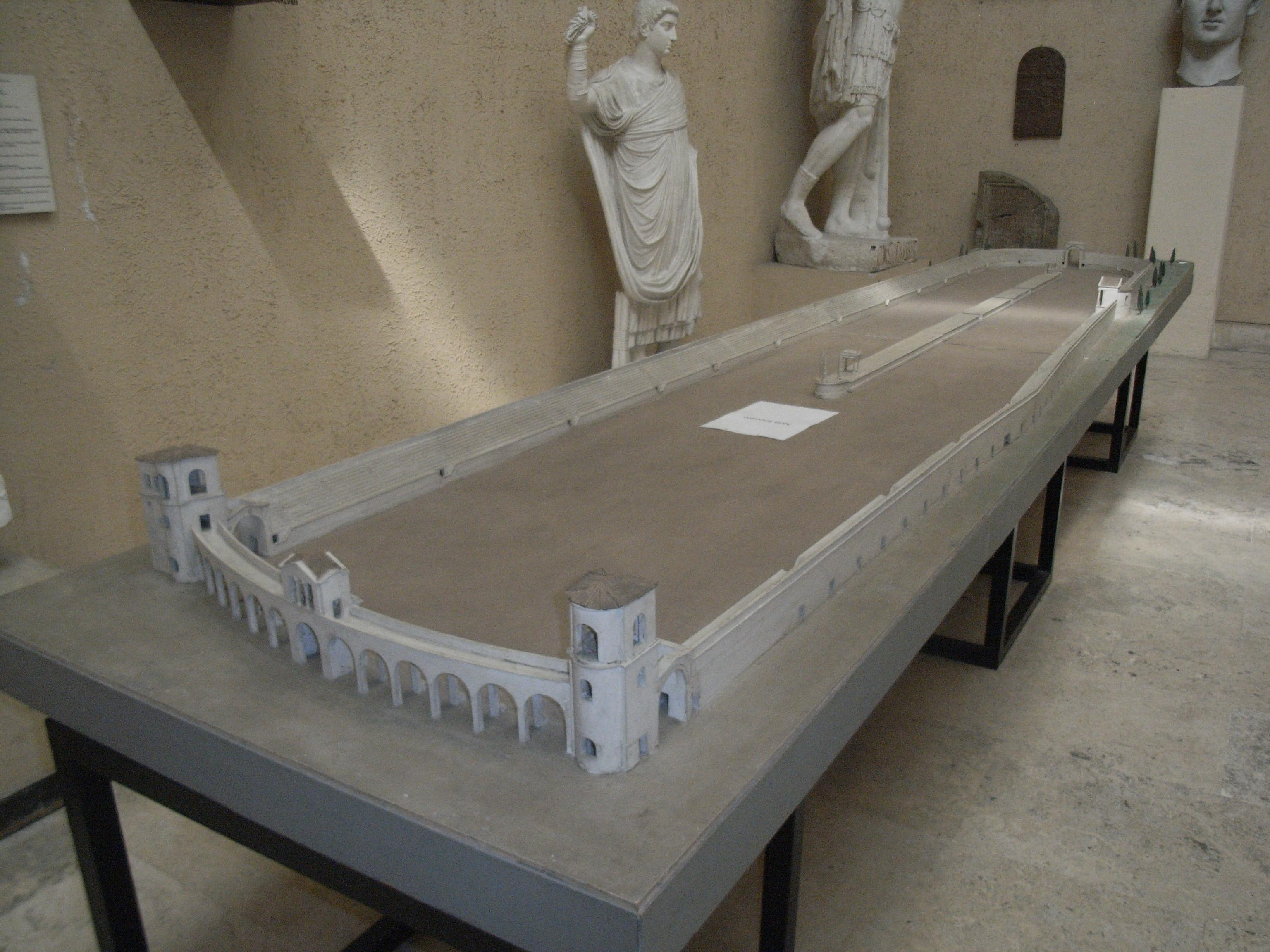
Model van het Circus van Maxentius te Rome in het Museo della Civiltà Romana

## Sluiting
Het museum werd in 2014 gesloten om achterstallig onderhoud uit te voeren. In 2022 werd het gerestaureerde gebouw heropend waar het planetarium en de astronomisch tentoonstelling zijn gevestigd. De rest van het museum bleef gesloten, het is anno 2024 niet bekend wanneer de werkzaamheden zijn afgerond en het museum weer opengesteld wordt.